# Pomayrols
Pomayrols (okzitanisch Pomairòls) ist eine französische Gemeinde mit 118 Einwohnern (Stand 1. Januar 2022) im Département Aveyron in der Region Okzitanien (vor 2016 Midi-Pyrénées). Sie gehört zum Arrondissement Rodez und zum Kanton Lot et Palanges. Die Einwohner werden Pomayrolais genannt.

## Geographie
Pomayrols liegt etwa 50 Kilometer ostnordöstlich von Rodez. Das Gemeindegebiet gehört zum Regionalen Naturpark Aubrac. Umgeben wird Pomayrols von den Nachbargemeinden Saint Geniez d’Olt et d’Aubrac im Westen und Norden, Trélans im Nordosten und Osten, Saint-Laurent-d’Olt im Südosten und Süden sowie La Capelle-Bonance im Westen und Nordwesten.

## Bevölkerungsentwicklung
| Jahr                       | 1962 | 1968 | 1975 | 1982 | 1990 | 1999 | 2006 | 2019 |
| Einwohner                  | 290  | 283  | 246  | 178  | 182  | 152  | 156  | 120  |
| Quellen: Cassini und INSEE |      |      |      |      |      |      |      |      |

## Sehenswürdigkeiten
- Kirche Saint-Jean-Baptiste aus dem 11. Jahrhundert
- Kirche Sainte-Madeleine in La Fage aus dem 11. Jahrhundert
- Kirche Saint-Roch in La-Boulesq
- Burg Pomayrols aus dem 11. Jahrhundert
- Brücke von Chipole

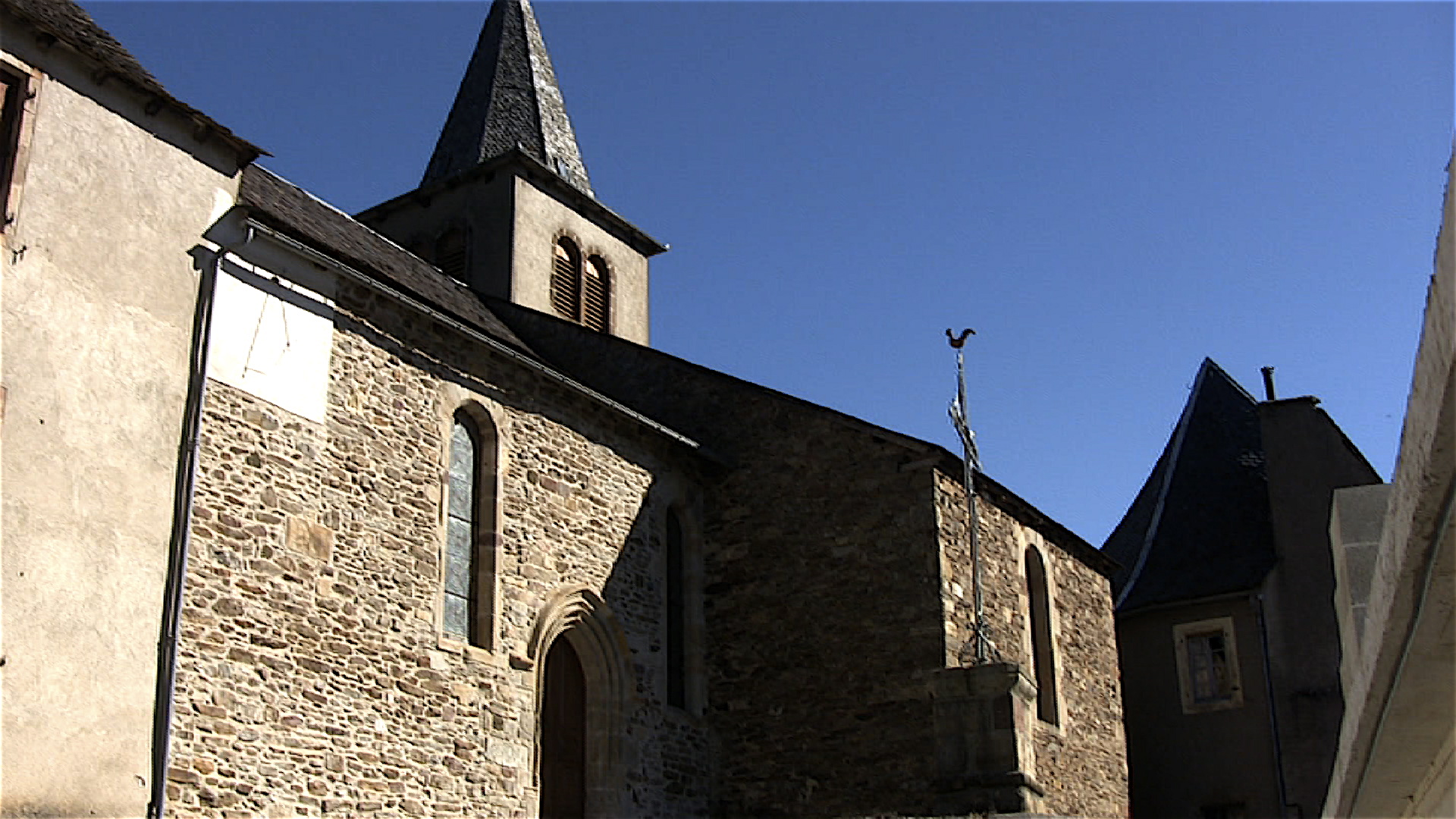
Kirch Saint-Jean-Baptiste
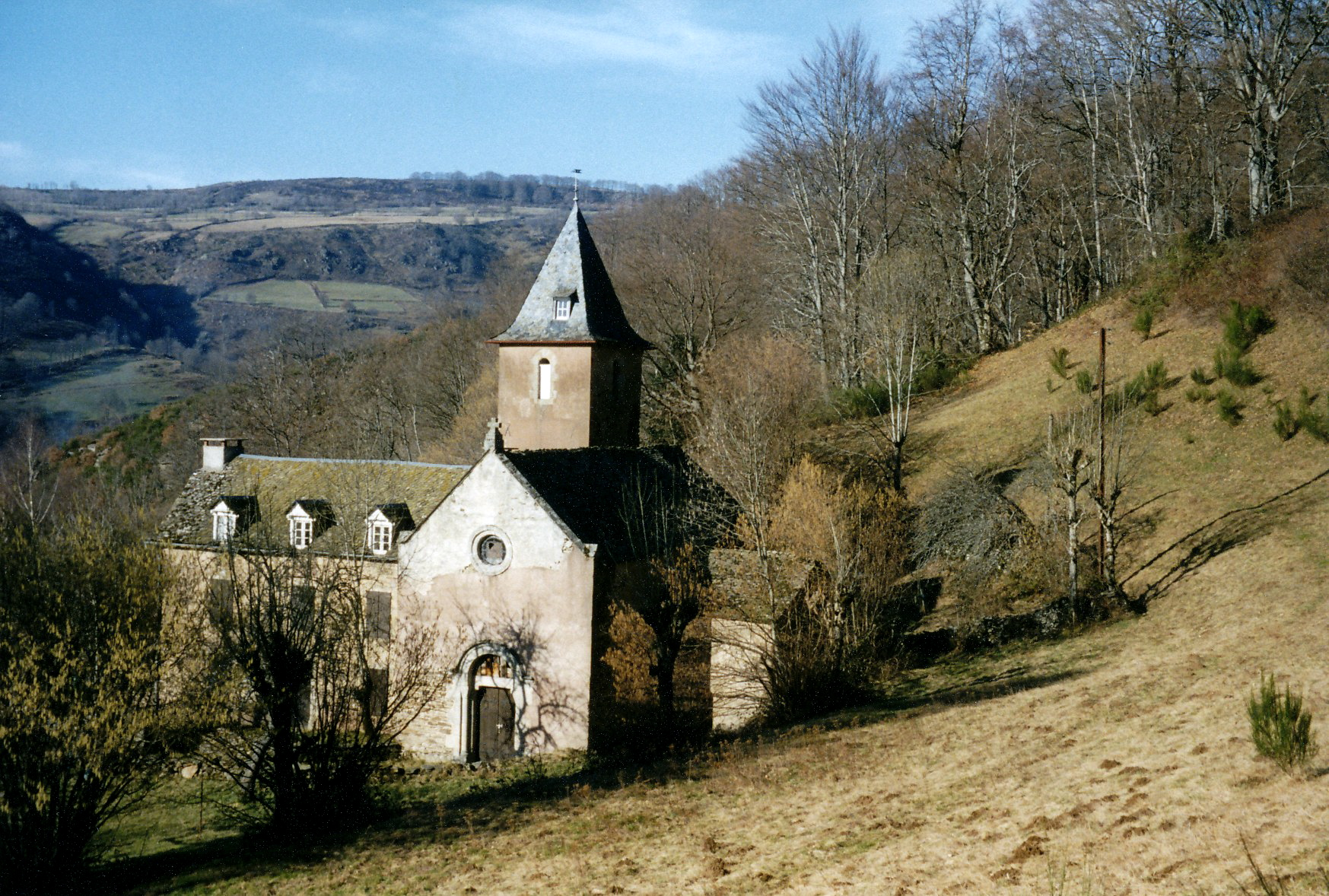
Kirche Sainte-Madeleine
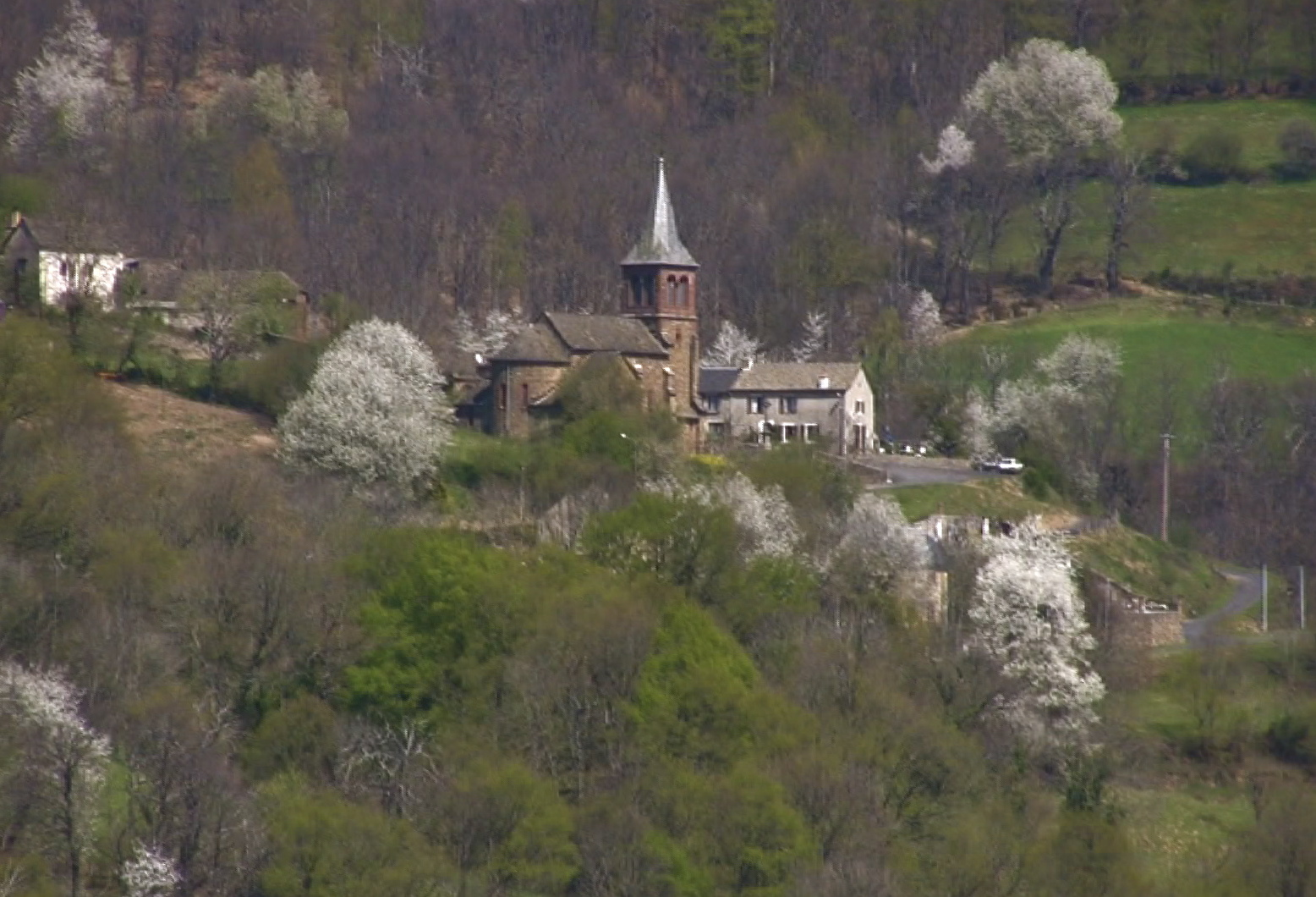
Kirche Saint-Roch
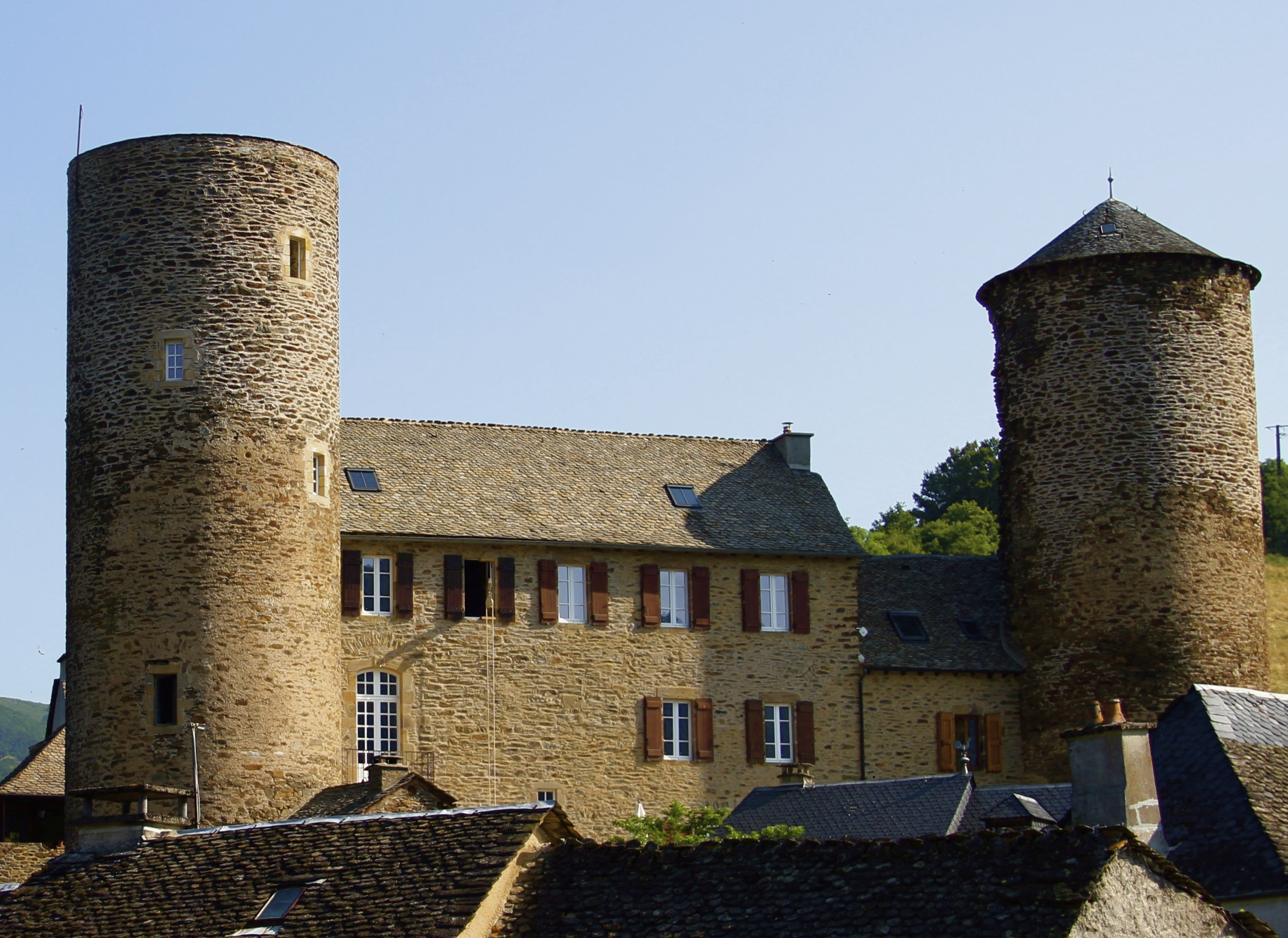
Burg Pomayrols
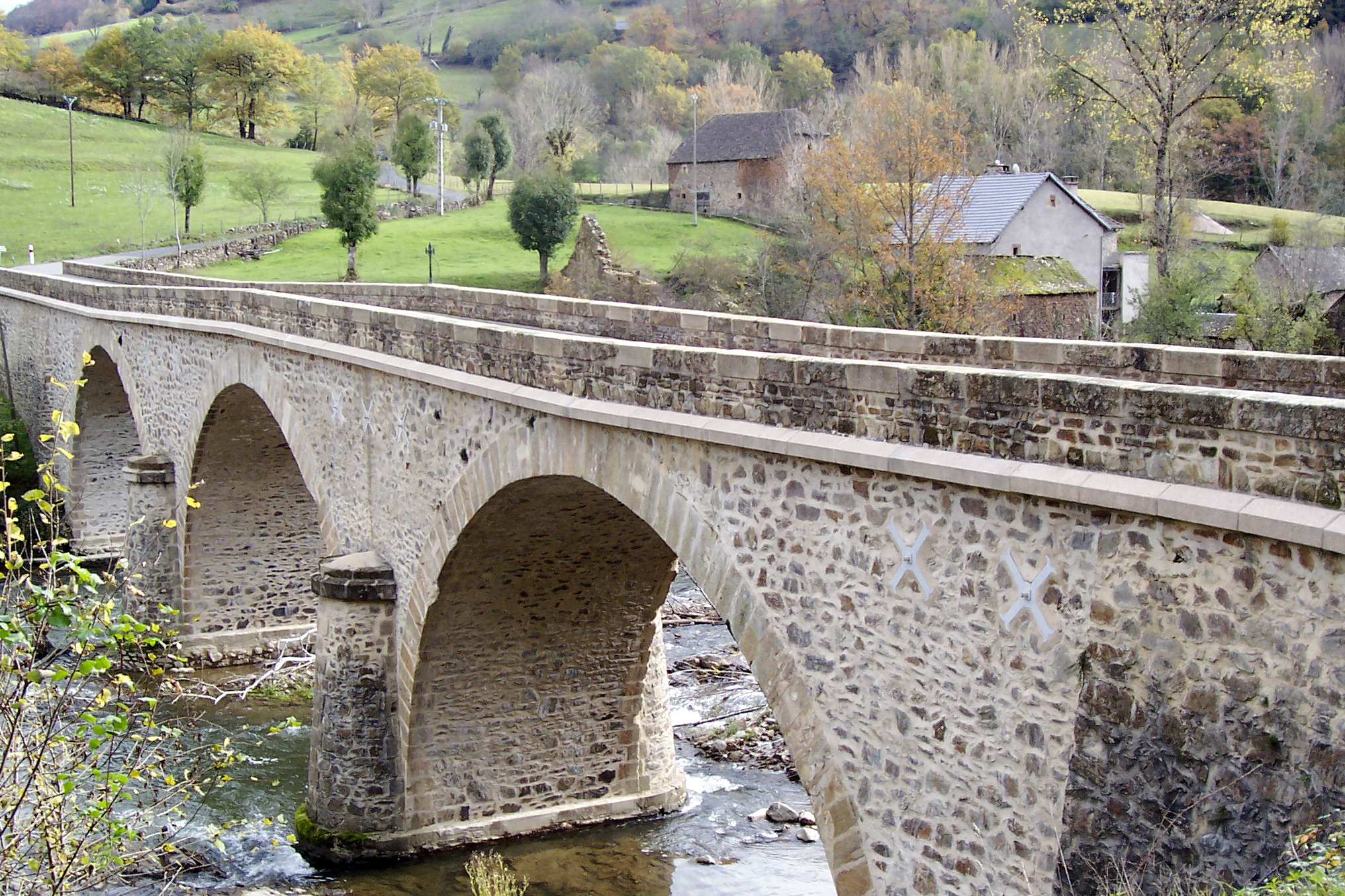
Brücke Chipole